# 문일정
문일정은 전라남도 담양군 창평면 장화리에 있는 정자 건축물이다. 2009년 10월 12일 담양군의 향토문화유산 제12호로 지정되었다.

## 개요
문일정은 전주인 이규형이 강학하던 곳으로 아들인 이최선(1825~1833)에 의해 1861년(철종12)에 건립된 정자로 정자안에는 노사 기정진이 쓴 문일정기가 걸려있다. 정면3칸, 측면 2칸으로 가운데 방이 있으며, 사방으로 마루를 두었다.